# William Luther Pierce

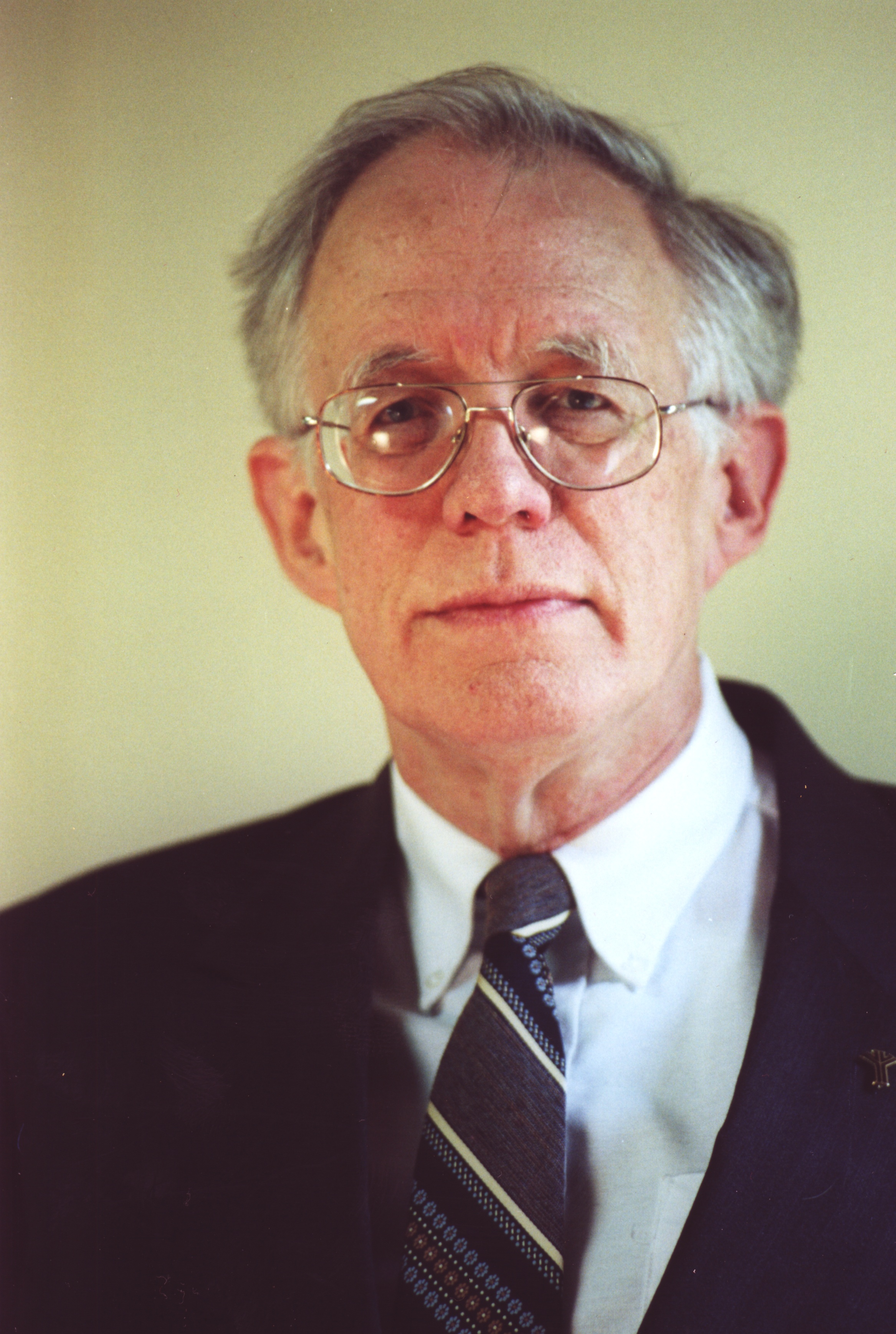
William Luther Pierce (2001)

William Luther Pierce III., Pseudonym Andrew Macdonald (* 11. September 1933 in Atlanta, Georgia; † 23. Juli 2002 in Mill Point, West Virginia) war ein US-amerikanischer nationalsozialistischer Publizist. Er war Gründer und Leiter der National Alliance und ein Angehöriger von George Lincoln Rockwells American Nazi Party (ANP). Er wurde vor allem als Autor des rassistischen Romans The Turner Diaries (1978) bekannt.

## Leben
Pierce übersprang in der Schule eine Klasse, die letzten beiden Jahre High School verbrachte er an einer Militärschule. Nachdem er diese 1951 beendet hatte, arbeitete er kurze Zeit als Hilfsarbeiter auf einer Ölplattform. Er erhielt ein Stipendium für ein Physikstudium an der Rice University in Houston, Texas, das er 1955 mit einem Bachelor abschloss. Anschließend war er am Los Alamos National Laboratory tätig und setzte dann sein Studium an der Caltech, später an der University of Colorado at Boulder fort. Dort erwarb er 1962 einen Abschluss als Ph.D. Von 1962 bis 1965 lehrte er als Assistenzprofessor Physik an der Oregon State University.
Im Endeffekt gab Pierce seine akademische Tätigkeit auf, um sich ganz der Verbreitung seiner weitgehend neonazistischen Weltanschauung widmen zu können. Als weißer Separatist gründete er zu diesem Zweck 1970 die Organisation National Alliance, gab in seinem Verlag National Vanguard eine Zeitschrift sowie mehrere Bücher heraus, schuf die Radiosendung American Dissident Voices und baute einen großen Versandhandel mit Vertriebswegen auf. Berüchtigt wurde Pierce vor allem für seinen Roman The Turner Diaries (deutsch „Die Turner-Tagebücher“) (1978), den er unter dem Pseudonym Andrew Macdonald veröffentlichte und der möglicherweise die Vorlage für mehrere politisch motivierte Attentate bildete.
1999 flüchtete der in Deutschland gesuchte Neonazi Hendrik Möbus zu Pierce und wurde von ihm aufgenommen. Möbus half beim Ausbau des Labels Resistance Records, außerdem schrieb er unter dem Pseudonym „Hagen von Tronje“ (nach der Figur aus der Nibelungensage) für das Magazin Resistance.

## Schriften
- 1978: The Turner Diaries
- 1989: Hunter